# San Lugano-hágó
A San Lugano-hágó vagy San Lugano-nyereg (németül: San-Lugano-Sattel, olaszul: Passo di San Lugano) egy 1097 m magas hegyi közúti hágó az észak-olaszországi Dolomitok délnyugati részén, a Fiemme-völgyi Dolomitokban (Fleimstaler Dolomiten), Dél-Tirol és Trentino megyék határvonalán, a Trudner Horn Természetvédelmi terület és a Schwarzhorn (Corno Nero) előhegyei között. A Dél-tiroli Alföldön (Süftiroler Unterland) fekvő Auer (Ora)  községet köti össze a trentinói Fiemme-völgyben (Val di Fiemme) fekvő Cavalese községgel és síközponttal. A hágótetőn, 1097 m magasságban található a Truden (Trodena) községhez tartozó San Lugano frakció. 1963-ig a hágón is áthaladt a Fiemme-völgyi vasút (Fleimstalbahn) vonala.

## Fekvése, elnevezése
A San Lugano-nyerget északkeletről a Fleims-völgyi Schwarzhorn (Corno Nero, 2439 m) hegycsúcs délnyugati előterében álló dombvidék határolja. (A Schwarzhorn és a tőle északnyugatra álló Weißhorn (Corno Bianco, 2317 m) közötti nyeregben van az 1989 m magas Jochgrimm hágó, síközpont. A San Lugano-nyeregtől délre, közvetlenül a nyereg mellett a Trudner Horn körüli hegylánc húzódik, amely szigorú természetvédelmi terület (Naturpark Trudner Horn).
A hágót Säbeni Szent Lukánuszról (Sanctus Lucanus, San Lucano/Lugano) nevezték el, aki az 5. században élt, Säben (Sabiona) püspöke volt. Ellenségei elűzték, Agordo környékén csodatévő remeteként élt haláláig. A bellunói katedrálisban van eltemetve.

## Történelme
A nem túl magas, könnyen járható San Lugano-nyerget ősidőktől fogba használták átkelésre az Eisack folyó völgye és a Fiemme-völgy között. A Római Birodalom utolsó századában (284–476) és népvándorlás korában Cavalese közelében, a San Valerio dombon vár és keresztény szentély állt. A középkorban az út katonai és kereskedelmi jelentősége nőtt, Trident érseke, majd a német-római birodalmi hatalom folyamatosan építette és javította. 1230-ban egy oklevél már működő málhás útként említi.
1840-től a környező községek elhatározták a régi málhás út kiszélesítését és átépítését, a kor fogalmai szerint modern kövezett úttá. 1845-ben Fleims község (ma Castello–Molina di Fiemme) saját költségén elkezdte az építkezést, a Fleims- (Fiemme-)völgyből indulva a San Lugano-hágón át. Eredetileg a régi málhás út nyomvonalát követték volna, amely Kaltenbrunn-nál (Fontanefredde) délnyugatnak kanyarodott Truden, Glen (Montan/Montagna része) és Neumarkt (Egna) felé. Később új nyomvonalat terveztek Kaltenbrunntól egyenesen Auer (Ora) felé, ennek egy 13 km-es pályaszakaszát Cislon-hegy sziklafalaiból kellett kirobbantani. 1859-ben az új út elkészült, és átvette a Truden–Glen–Egna irányú régi út szerepét. Ma mindkét út megvan és járható, az SS48. sz. olasz állami főutat a rövidebb, Kaltenbrunn–Auer vonalon vezették.

## Közlekedése

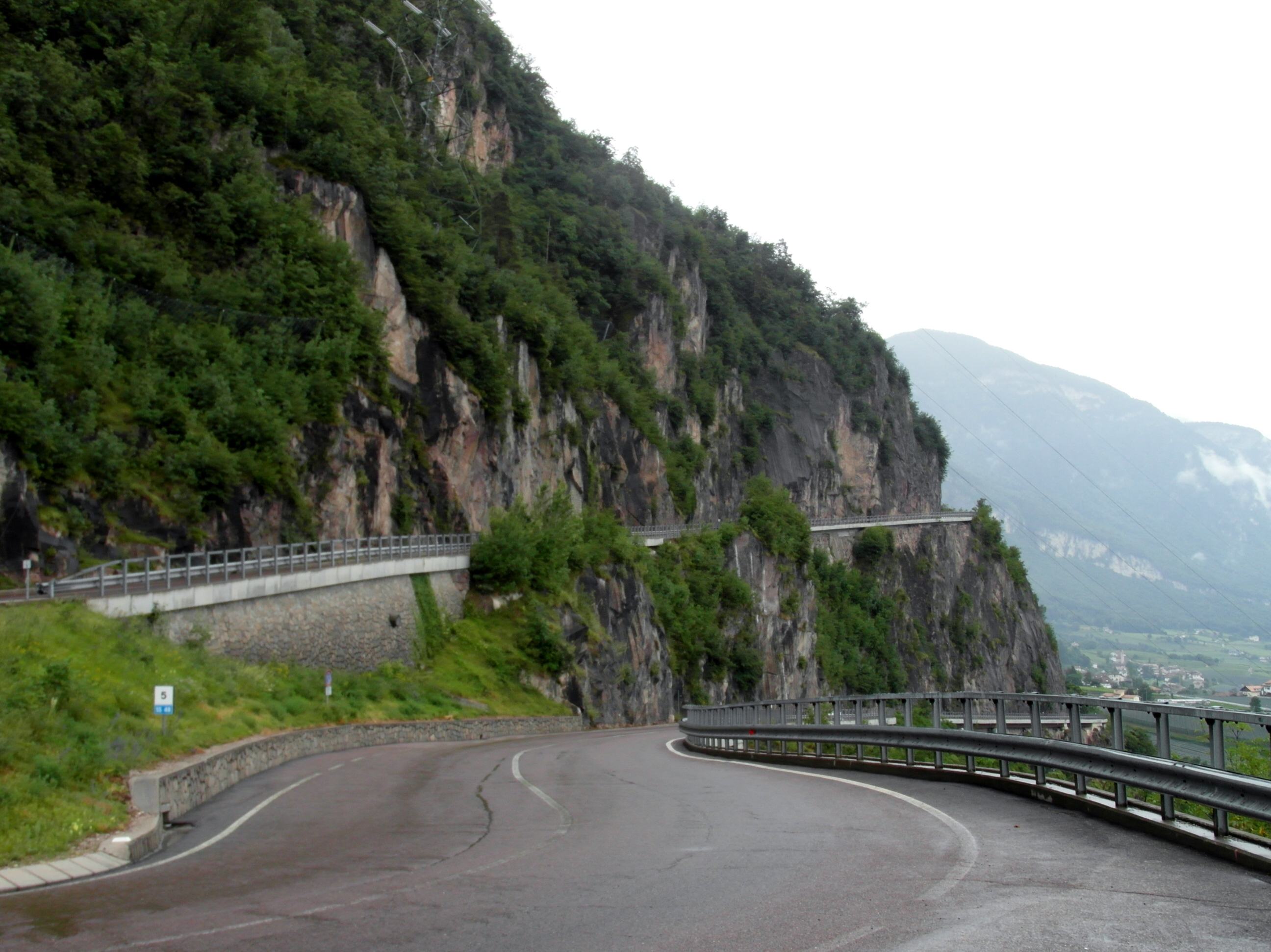
A hágóra vezető SS48. főút

A hágón az SS48. számú országos főút vezet át, amely az Eisack (Isarco) folyó észak-déli völgyében futó SS12. számú főútból ágazik ki Auer (Ora) községnél, illetve az A23-as Brennerautópályából, az Egna-Ora (Neumarkt/Auer) autópálya-kihajtónál. Az SS48. számú út a Nagy Dolomit-út (Große Dolomitenstraße) része. Auertől az út kelet-délkelet felé kapaszkodik felfelé a gyorsan emelkedő hegyoldalon, a 2439 m magas Schwarzhorn (Corno Nero) nyugati előhegyeire. Sonne községnél egy kisebb út ágazik ki északnak Aldein (Aldino) és Welschnofen felé, itt egy elhagyott hegyi erőd maradványai láthatók.
A hágótetőn fekszik San Lugano kisközség, mely közigazgatásilag a délnyugatra eső Truden (Trodena) községhez tartozik. A hágótetőt keresztül húzódik a megyehatár, a nyugati Dél-Tirol, és a keleti Trentino (Cavalese község területe) között. Innen SS48-as út délnek halad, enyhén lejtve a Fiemme-völgy, (német nevén Fleims-völgy, Fleimstal) felé. Az út Caranónál lép be a széles, nyugat-keleti Fiemme-völgybe, majd Cavalese községtől kelet felé folytatódik a predazzói útelágazásig, innen tovább a Fassa-völgy vagy a Rolle-hágó felé.

## A Fleims-völgyi vasút

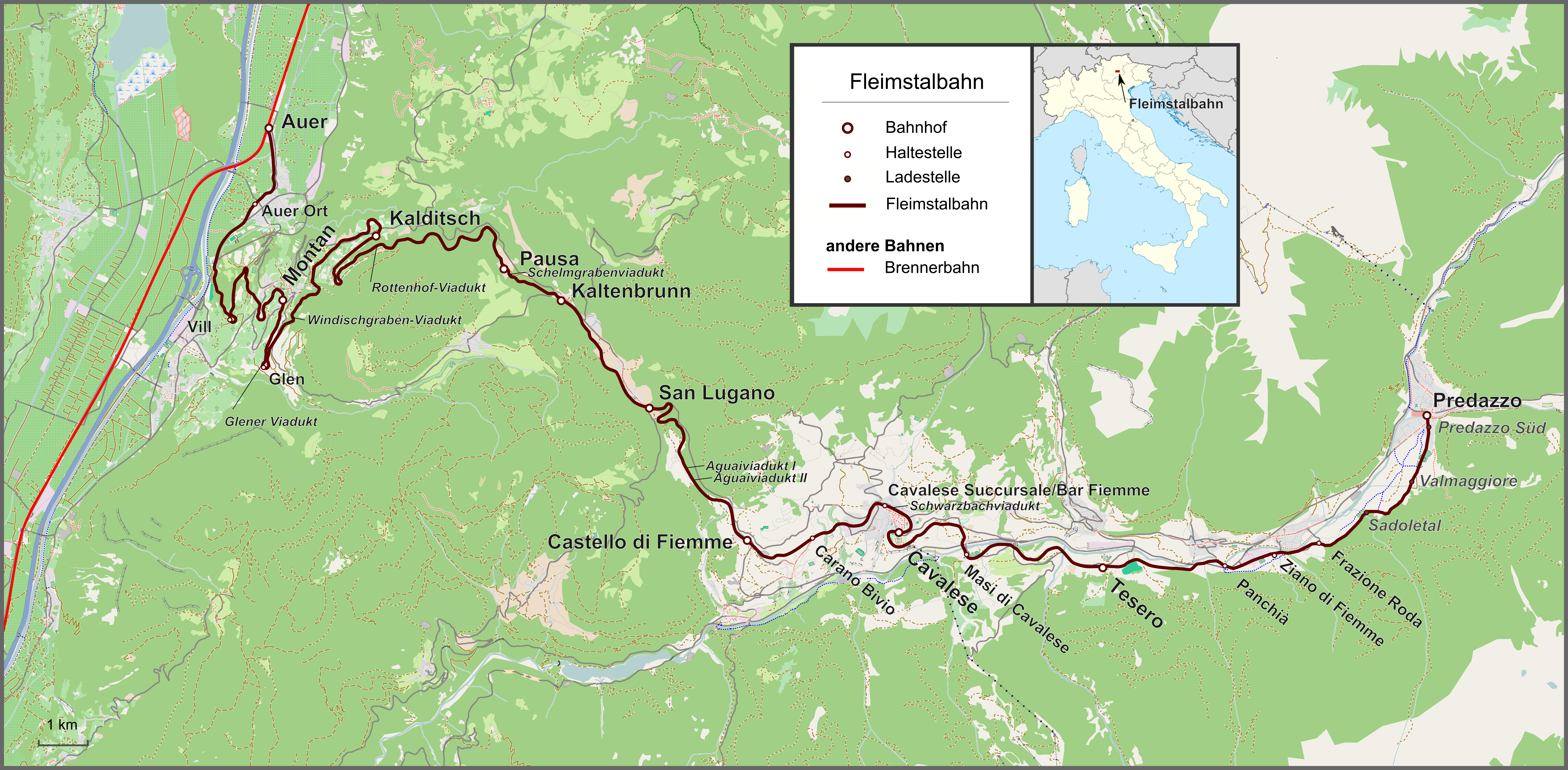
A Fleimstalbahn nyomvonala

A 19. század második felében felmerült az igény, hogy Tirol legfontosabb útvonalát, az Eisack-völgyet (Valle d’Isarco) vasút kösse össze a Fleims-völggyel (Fiemme-völgy). A tervezett nyomvonaláról a német ajkú tiroli és az olasz ajkú trentinói lakosság között sokáig viták folytak. Az olaszok délnyugatról, Lavis és a Cembra-völgy felől vezették volna Cavalese felé, a tiroliak északnyugatról, Neumarktból, a San Lugano-hágón át. Közvetlenül az első világháború előtt salamoni döntést hoztak, mindkét vonalat megépítik, a két nyomvonal a San Lugano-hágóban egyesül.
1915-ben Olaszország hadba lépett az antant oldalán. A Bellunói-Dolomitok az osztrák–magyar haderő hadműveleti területévé vált. A San Lugano-hágón át a Fleims-völgybe vezető vasút, a Fleimstalbahn megépítése létfontosságúvá vált Tirol védelme szempontjából. (A Cembra-völgyi szárnyvonal viszont érdektelenné vált). A háború alatt folyamatosan építették a vonalat, 1917-ben megnyitották az első, 35 km-es nyugati szakaszt (az Eisack-völgyi Auertől Cavaléséig). Keleti szakaszát Predazzóig már nem építhették ki, mert a Fiemme-völgyet délről határoló hegyláncba (Catena di Lagorai) betörtek az olaszok, és a nyomvonal az olasz tüzérség hatókörébe jutott. A világháború után az olaszok megkapták Dél-Tirolt és egész Trentinót, a 20-as években megépítették az egész vasútvonalat. Az 1950-es évekig üzemeltettek, 1960-ban leállították, 1963-ig lebontották.
A Fleimstalbahn sínjeinek nyomvonalán kerékpárút épült.